# Wohnanlage Dreispitz
Wohnanlage Dreispitz ist eine 1991 bis 1993 erbaute Wohnsiedlung auf dem Salzert, einer Trabantensiedlung im Südosten Lörrachs in Baden-Württemberg. Das Objekt wurde 1994 mit dem Deutschen Bauherrenpreis ausgezeichnet. Zudem erhielt es 1993 das Prädikat „Gute Bauten“ des BDA. Die Baukosten betrugen insgesamt knapp vier Millionen Mark. Architekten der Wohnanlage Dreispitz waren Günter Pfeifer und das Büro Mayer Bährle. Die Tragwerksplanung stammt von Greschik + Falk + Partner. Auftraggeber und Bauherr war die städtische Gesellschaft Wohnbau Lörrach.

## Beschreibung
Die am Eingang vor Siedlung Salzert stehende Wohnanlage bietet zwölf variabel nutzbare Mietwohnungen in einem halbrunden Baukörper. Die besondere Gebäudeform ist dem dreieckigen, 2944 Quadratmeter großen Grundstück geschuldet, das an der Gabelung der Salzert- und Fridolin-Engel-Straße steht. Das Bauwerk besteht aus weiß überputztem Betonstein. Der umbaute Raum ist insgesamt 8700 Kubikmeter. Die durchschnittliche Wohnfläche je Einheit beträgt 123 Quadratmeter.
Die Eingänge von sieben Häusern sind nach Osten zur Hofinnenseite ausgerichtet. Die fünf nach Süden ausgerichteten Häuser sind über einen Laubengang im Norden erschlossen. Die Reihenhäuser wurden wegen der PKW-Stellplätze auf einem Sockel auf der oberen Geländeebene errichtet. Die Anlage hat ein Flachdach. Die Räume im inneren sind über eine offene Treppe erschlossen. Der Treppenaufgang wird jeweils über ein Oberlicht mit Tageslicht versorgt.